# Marcos Alonso

Marcos Alonso Mendoza (Madrid, 28 december 1990) is een Spaans voetballer die doorgaans als linksback speelt. Alonso debuteerde in 2018 in het Spaans voetbalelftal.

## Clubcarrière
Op achtjarige leeftijd sloot Marcos Alonso zich aan bij Real Madrid. Op 22 februari 2009 debuteerde hij voor Real Madrid Castilla tegen AD Alcorcón. Hij debuteerde in de hoofdmacht op 4 april 2010 tegen Racing Santander. Hij viel in de extra tijd in voor Gonzalo Higuaín. Op 27 juli 2010 werd hij voor een bedrag van 2,4 miljoen euro verkocht aan het Engelse Bolton Wanderers. Hij debuteerde op 24 augustus 2010 in de League Cup tegen Southampton. Op 1 januari 2011 debuteerde hij in de Premier League op Anfield tegen Liverpool. Hij speelde de volledige wedstrijd uit en pakte een gele kaart. Liverpool won met 2-1. Op 31 maart 2012 scoorde hij zijn eerste doelpunt voor Bolton tegen Wolverhampton Wanderers. Aan het eind van het seizoen 2012/13 werd hij uitgeroepen tot The Bolton News' speler van het jaar met 37% van de stemmen. In drie seizoenen kwam hij in 35 competitiewedstrijden in actie voor Bolton. In zijn laatste seizoen brak hij door. Hij scoorde vier doelpunten in 26 wedstrijden dat seizoen. In mei 2013 weigerde hij zijn aflopende contract te verlengen en tekende hij een driejarig contract bij Fiorentina. Hij speelde hier 3 jaar voordat hij augustus 2016 voor Chelsea tekende.  Op 1 september 2022 werd in samenspraak met Chelsea zijn contract ontbonden vanwege een overstap naar FC Barcelona. Die even later op 2 september officieel werd. Op 27 augustus 2023 maakte hij zijn rentree in de Primera División en debuteerde voor de club in een wedstrijd tegen Villarreal CF, die met 4-3 werd gewonnen. Op 30 juni 2024, een dag voordat de transfermarkt voor de zomer van 2024 opende, maakte de club bekend dat zijn contract niet verlengd wordt en afloopt.

## Clubstatistieken
| Seizoen | Club             | Competitie         | Competitie | Competitie | Beker | Beker | Internationaal | Internationaal | Totaal | Totaal |
| Seizoen | Club             | Competitie         | Wed.       | Dlp.       | Wed.  | Dlp.  | Wed.           | Dlp.           | Wed.   | Dlp.   |
| ------- | ---------------- | ------------------ | ---------- | ---------- | ----- | ----- | -------------- | -------------- | ------ | ------ |
| 2008/09 | Real Madrid B    | Segunda División B | 11         | 0          | 0     | 0     | —              | —              | 11     | 0      |
| 2009/10 | Real Madrid B    | Segunda División B | 28         | 3          | 0     | 0     | —              | —              | 28     | 3      |
| 2009/10 | Real Madrid      | Primera División   | 1          | 0          | 0     | 0     | 0              | 0              | 1      | 0      |
| 2010/11 | Bolton Wanderers | Premier League     | 4          | 0          | 5     | 0     | —              | —              | 9      | 0      |
| 2011/12 | Bolton Wanderers | Premier League     | 5          | 1          | 2     | 0     | —              | —              | 7      | 1      |
| 2012/13 | Bolton Wanderers | Championship       | 26         | 4          | 4     | 0     | —              | —              | 30     | 4      |
| 2013/14 | Fiorentina       | Serie A            | 3          | 0          | 0     | 0     | 6              | 0              | 9      | 0      |
| 2013/14 | → Sunderland     | Premier League     | 16         | 0          | 4     | 0     | —              | —              | 20     | 0      |
| 2014/15 | Fiorentina       | Serie A            | 22         | 1          | 3     | 0     | 10             | 1              | 35     | 2      |
| 2015/16 | Fiorentina       | Serie A            | 31         | 3          | 1     | 0     | 7              | 0              | 39     | 3      |
| 2016/17 | Fiorentina       | Serie A            | 2          | 0          | 0     | 0     | 0              | 0              | 2      | 0      |
| 2016/17 | Chelsea          | Premier League     | 31         | 6          | 4     | 0     | —              | —              | 35     | 6      |
| 2017/18 | Chelsea          | Premier League     | 33         | 7          | 5     | 1     | 7              | 0              | 45     | 8      |
| 2018/19 | Chelsea          | Premier League     | 31         | 2          | 3     | 0     | 4              | 2              | 38     | 4      |
| 2019/20 | Chelsea          | Premier League     | 18         | 4          | 6     | 0     | 5              | 0              | 29     | 4      |
| 2020/21 | Chelsea          | Premier League     | 13         | 2          | 2     | 0     | 2              | 0              | 17     | 2      |
| 2021/22 | Chelsea          | Premier League     | 18         | 1          | 5     | 0     | 5              | 0              | 28     | 1      |
| 2022/23 | FC Barcelona     | Primera División   | 0          | 0          | 0     | 0     | 0              | 0              | 0      | 0      |
| Totaal  | Totaal           | Totaal             | 293        | 34         | 44    | 1     | 46             | 3              | 383    | 38     |

Bijgewerkt op 2 september 2022.

## Interlandcarrière
Alonso debuteerde op 27 maart 2018 in het Spaans voetbalelftal, tijdens een met 6–1 gewonnen oefeninterland tegen Argentinië. Hij kwam in de 79e minuut in het veld als vervanger van Jordi Alba.

## Erelijst
| UEFA Champions League | 1x | 2020/21 |
| UEFA Europa League    | 1x | 2018/19 |
| UEFA Super Cup        | 1x | 2021    |
| FIFA Club World Cup   | 1x | 2021    |
| Premier League        | 1x | 2016/17 |
| FA Cup                | 1x | 2017/18 |

## Privéleven
De grootvader van Alonso, Marcos Alonso Imaz (bekend als Marquitos), speelde acht jaar voor Real Madrid. De vader van Alonso, Marcos Alonso Peña speelde bij Atlético Madrid en FC Barcelona. Zowel de grootvader als vader en Alonso speelden allemaal voor het Spaanse nationale voetbalelftal.